# Jonny Moseley Mad Trix
Jonny Moseley Mad Trix est un jeu vidéo de ski acrobatique développé et édité par The 3DO Company, sorti en 2001 sur PlayStation 2 et Game Boy Advance.
Il tient son nom du skieur acrobatique américain Jonny Moseley.

## Accueil
- IGN : 3/10 (PS2)[1]
- Jeuxvideo.com : 8/20 (PS2)[2]